# Ashland (Ohio)
Ashland é uma cidade localizada no estado norte-americano de Ohio, no Condado de Ashland.

## Demografia
Segundo o censo norte-americano de 2010, a sua população era de 20.379 habitantes. Em 2019, foi estimada uma população de 20,275, um decréscimo de 104 (0.5%).

## Geografia
De acordo com o United States Census Bureau tem uma área de 
26,9 km², dos quais 26,8 km² cobertos por terra e 0,1 km² cobertos por água.

## Localidades na vizinhança
O diagrama seguinte representa as localidades num raio de 12 km ao redor de Ashland. 